# Fordonsstrategisk forskning och innovation
Fordonsstrategisk forskning och innovation (FFI), är ett samverkansprogram i Sverige mellan staten och industrin med syfte att bidra till en omställning av vägtransporter till ett hållbart samhälle.
FFI finansierar forsknings- och utvecklingsverksamhet för cirka en miljard kronor per år, där staten står för 420 miljoner kronor. Pengarna går uteslutande till forskning, innovation och utveckling av vägtransporter.

## Samverkansparter och organisation
FFI styrs av parterna genom programråd, ett myndighetsgemensamt kansli och en extern styrelse där ordförande tillsätts av regeringen. Samverkansparter inom FFI:
- AB Volvo
- Energimyndigheten
- FKG
- Scania CV AB
- Trafikverket
- Vinnova
- Volvo Car Group
- Mobility Sweden deltar som adjungerad part

## Bakgrund
FFI lanserades år 2009 och fortlöper som ett avtalsreglerat samverkansprogram enligt prop.2008/09:50 och N2012/01049. 

## Delprogram
FFI har fem delprogram med två utlysningar årligen per delprogram:
- Accelerera: Fokus på accelererad omställning genom systemdemonstration, uppskalning samt behovsdrivna projekt där samtliga systemdimensioner adresseras.
- Cirkularitet: Fokus på klimat- och miljöpåverkan ur ett livscykelperspektiv och på att stärka hållbarheten genom hela värdekedjan kopplat till utveckling, tillverkning och avveckling av fordon.
- Nollutsläpp: Fokus på fordonssektorns påverkan på klimat och miljö genom att utveckla och integrera fossilfria och elektrifierade fordon med dess infrastruktur och användare.
- Trafiksäker automatisering: Fokus att öka trafiksäkerheten och göra transporter mer hållbara genom säkra uppkopplade automatiserade fordon förberedda för samnyttjande.
- Transport- och mobilitetstjänster: Fokus på att utveckla tjänster, transportlösningar och systemintegrationer i syfte att skapa förutsättningar för ett mer resurseffektivt och hållbart transportsystem.